# 666 (album)
666 (The Apocalypse of John, 13/18) is een dubbelalbum van de Griekse progressieve rockgroep Aphrodite's Child uit 1972. Het album leverde een kleine AOR-hit met de nummers "The Four Horsemen" en bijna een pop-hit met "Break". Het album was hoofdzakelijk een project van Vangelis Papathanassiou en bracht een uiteenlopende onvoorspelbare mix die aanleunt bij progressieve rock, psychedelische muziek, hardrock, ambient, pop of gewoonweg vreemde muziek; alles in een ongeremdheid, vrij van cynisme of scepticisme. Het album groeide later tot een echte cultplaat uit.

## Geschiedenis
De opnames van het album begonnen in 1970. De muziek was gebaseerd op de Openbaring van Johannes uit de Bijbel. Gitarist Anargyros Koulouris had zich na zijn dienstplicht terug bij de groep gevoegd, nadat die enkele commerciële successen hadden gekend. De relaties tussen de groepsleden waren echter verslechterd, wat niet verbeterde tijdens de opnames. Contractueel moest de groep echter nog een derde album leveren.
Het album 666 is hoofdzakelijk een concept van Vangelis, met als externe tekstschrijver Costas Ferris. De muziek van Vangelis ging in vergelijking met het vorige werk van de groep meer de richting van de progressieve rock en psychedelische muziek uit, terwijl de andere groepsleden eerder de pop-richting verkozen die hun eerder succes had gebracht. Zanger Demis Roussos bereidde zich bovendien voor op een solocarrière, en de vraag van de platenmaatschappij om een hitsingle legde extra druk op de band. De band ging uiteindelijk uiteen, nog voordat het album compleet was. Vangelis werkte vervolgens zelf alleen een jaar lang aan het album, met sporadische hulp van studiomuzikanten of vocalisten.
Na het afwerken van het album raakte Vangelis echter in een strijd verwikkeld met platenmaatschappij Mercury Records over de inhoud van het album. De maatschappij maakte onder andere bezwaren tegen het nummer "∞" (oneindig) dat obsceen bevonden werd. In het nummer zingt de Griekse actrice Irene Papas als in een mantra de woorden "I was, I am, I am to come" telkens opnieuw in een opbouwende orgastisch extase, terwijl Vangelis haar begeleidt in een overstelpende percussie. Het nummer dat vijf minuten duurt zou bovendien de ingekorte versie zijn van een aanvankelijk 39 minuten durend stuk dat in één maal onafgebroken werd opgenomen. De lengte van het album en het muzikale experimenteren verergerde nog de onvrede van de platenmaatschappij. Een andere twistappel was een lijn in de tekst op de platenhoes, "This album was recorded under the influence of Sahlep". Men vermoedde aanvankelijk dat sahlep een soort drug of een occult ritueel was; het gaat echter om een populair drankje in het oosten van het Middellandse Zeegebied, gemaakt van gedroogde en verpoerde wortels van een orchideesoort. Reeds nadat vroegere bandleden Roussos en Sideras hun eerste solowerken hadden uitgebracht, ging Mercury Records uiteindelijk akkoord met het uitbrengen van 666 - één jaar nadat het album was afgewerkt, en al twee jaar nadat Roussos, Sideras en Koulouris hun laatste bijdragen hadden afgewerkt. Het album verscheen uiteindelijk in 1972, net als de single "Break".
Het album 666 was het enige album van de groep dat enig succes kende in de Verenigde Staten, mogelijk door de opvallende cover met 666 en de thematiek. In sommige landen, zoals in Spanje werd het album gecensureerd.

## Muziek
Het verhaal van tekstschrijver Costas Ferris vertelt over een groep circusartiesten die in een circustent een voorstelling brengen gebaseerd op de Apocalyps uit de Openbaring van Johannes, vol met licht- en geluidsspektakel. Terwijl de voorstelling verdergaat in de tent, begint buiten echter de echte Apocalyps, waarvan het publiek denkt dat deze deel uitmaakt van het spektakel. Uiteindelijk verdwijnt de tent en de twee spektakels verenigen zich in een vermenging van illusie en realiteit.
De muziek is hoofdzakelijk het werk van Vangelis. Het album brengt psychedelische muziek en progressieve rock, met etnische instrumenten, koorzangen, geciteerde teksten en voor die tijd geavanceerd gebruik van synthesizers en keyboards.
Van bij de openingswoorden trekt het album de aandacht van de luisteraar, met uiteenlopende nummers. Zelfs enkele excentriciteiten trekken verder de aandacht, zoals de aanwezigheid van commentaarstemmen hier en daar (zoals een stem die aangeeft dat er een nieuw nummer aankomt "That was 'The Wedding of the Lamb'... Now comes 'The Capture of the Beast'") , het karakteristieke "shdeedledee doodledum" dat zomaar het nummer "Break" doorspekt, of een jongetje dat zwaarmoedig een gedicht reciteert.
De muziek varieert van vlotte aangename nummers als "The Four Horsemen" en "Aegian Sea" tot hardere elektrische klanken op nummers zoals "The Battle of the Locust/Do It", en "All the Seats Were Occupied" brengt een jamsessie die volledige zijde van een elpee in nam. De muziek flirt soms ook met etnische folk en soul.

## Tracks

### Plaat 1
1. "The System" — 0:23
2. "Babylon" — 2:47
3. "Loud, Loud, Loud" — 2:42
4. "The Four Horsemen" — 5:54
5. "The Lamb" — 4:33
6. "The Seventh Seal" — 1:30
7. "Aegian Sea" — 5:22
8. "Seven Bowls" — 1:29
9. "The Wakening Beast" — 1:11
10. "Lament" — 2:45
11. "The Marching Beast" — 2:00
12. "The Battle of the Locusts" — 0:56
13. "Do It" — 1:44
14. "Tribulation" — 0:32
15. "The Beast" — 2:26
16. "Ofis" — 0:14

### Plaat 2
1. "Seven Trumpets" — 0:35
2. "Altamont" — 4:33
3. "The Wedding of the Lamb" — 3:38
4. "The Capture of the Beast" — 2:17
5. "∞" — 5:15
6. "Hic and Nunc" — 2:55
7. "All the Seats Were Occupied" — 19:19
8. "Break" — 2:58

## Achtergrondinformatie
- In de openingstrack "The System" luidt de tekst "We've got the System, to fuck the System!". Deze tekst is ironisch bedoeld, aangezien men het "systeem" niet kan belazeren met een ander "systeem". De tekst was geïnspireerd op het manifest "Fuck the System" van Abbie Hoffmann, geschreven op het eind van de jaren zestig. Hoffmann was een Yippie, bevriend met Jerry Rubin; beide Marxist-Leninisten.
- In "Babylon" is de drummer Vangelis in plaats van Lucas Sideras.
- In "Loud, Loud, Loud" wordt een tekst voorgedragen door een kind, de zoon van een diplomaat. Het nummer bevat ook een kinderkoor.
- De titel van het nummer "Do It" was gebaseerd op het boek "Do It!" van Jerry Rubin, een boek dat handelde over de Yippies en revolutie van de jaren zestig.
- Tijdens de opname had Vangelis een apart microfoon om aanwijzingen te geven aan de andere bandleden. Deze aanwijzingen en dit enthousiasme was dus beschikbaar op een apart kanaal. Tijdens de remix van de opnames werden sommige van deze zinnetjes, die een interessant ritme vertoonden, in het album verwerkt. Het eerste woord dat men hoort in "The Beast" is zo Vangelis die zegt "Πάμε!!" wat zoiets betekent als "Laten we starten", gevolgd door "τελειώνουμε εδώ πέρα έτσι" ("telionoume edho pera, etsi?", een opmerking dat ze aan het afronden zijn).
- In "Ofis" luidt de Griekse tekst "Έξελθε κατηραμένε οφι, διότι αν δεν έξελθες, θα σε έξελθω εγώ." ("Exelthe ofi katiramene, dhioti an dhen exelthe essy, tha se exelthe ego!" - Kom naar buiten vervloekte slang, want als je niet naar buiten komt, doe ik je naar buiten komen.) Het is een bekende zin uit het Griekse schaduwtheaterspel Karagiozis, uit het stuk "Karagiozis, Alexander de Grote en de Vervloekte Slang". De Griekse schilder Yannis Tsarouchis draagt de tekst voor.
- De zin "All the seats were occupied" komt uit een plaat "Teaching English", een Engelse taalles van de BBC.
- In het lied "The Rolling People" van The Verve, afkomstig van het album Urban Hymns uit 1997, wordt een gedeelte van "The Four Horsemen" nagespeeld.

## Bezetting en medewerkers
Band:
- Vangelis Papathanassiou: orgel, piano, fluit, drums, percussie, vibrafoon, achtergrondzang
- Demis Roussos: basgitaar, zang op "The Four Horsemen", "Babylon" en "Hic et Nunc"
- Silver Koulouris: gitaar, percussie
- Lucas Sideras: drums, zang op "The Beast" en "Break"

Andere medewerkers:
- Costas Ferris: tekst
- Harris Halkitis: basgitaar, saxofoon, conga, achtergrondzang
- Michel Ripoche: trombone, saxofoon
- Irene Papas: zang op "∞"
- John Force: verteller
- Yannis Tsarouchis: Griekse tekst